# Joseph Vinoy
Joseph Vinoy, né le 10 août 1800 à Saint-Étienne-de-Saint-Geoirs (France) et mort le 27 avril 1880 à Paris (France), est un général et sénateur du Second Empire, grand-croix de la Légion d'honneur, médaillé militaire et grand chancelier de l’ordre national de la Légion d’honneur.
Après ses études au séminaire, engagé dans la garde royale en 1823, sergent en 1826, il participe à la conquête coloniale de Algérie où il prend part à la prise d'Alger en 1830. Il combat durant la guerre de Crimée où il est promu général de division en 1855. Durant la guerre franco-allemande de 1870, il commande le 13e corps d'armée puis, pendant le siège de Paris, il commande en chef la IIIe armée de la défense de la capitale. Il participe ensuite à la campagne des Versaillais contre la Commune de Paris. Pour le remercier de « ses services récents pendant et depuis le siège de Paris  », Adolphe Thiers le nomme grand chancelier de la Légion d'honneur en avril 1871, avant qu'il ne prenne part à la Semaine sanglante de mai 1871. Il démissionne de ses fonctions en février 1880 et décède deux mois plus tard.

## Biographie

### Famille
Il est le fils de Pierre Vinoy (1754-1817), tanneur, et de Marguerite Isérable. Il est l'oncle du général Joseph Vincendon.

### Jeunesse
Joseph Vinoy se destine d’abord à l’état ecclésiastique et entre même au séminaire, qu’il quitte rapidement pour s’engager en 1823 dans la garde royale. Il est Sergent au 14e de ligne en 1826.

### Conquête de l'Algérie
En 1830, il participe à la l'expédition d'Alger. Blessé au combat de Staoueli, il est nommé sous-lieutenant et conquiert successivement au sein de la Légion étrangère tous ses grades dans la colonie, jusqu’à celui de colonel du 2e Zouaves.
Nommé général de brigade le 10 août 1853, il commande la 1re brigade de la 2e division du corps expéditionnaire de la Kabylie des Babors.

### Guerre de Crimée
Il participe ensuite à la guerre de Crimée, au siège de Sébastopol (bataille de Malakoff). Il est promu Général de division le 22 septembre 1855.

### Campagne d'Italie (1859)
Lors de la campagne d'Italie en 1859, il est engagé dans la bataille de Magenta puis celle de Solférino.

### Guerre de 1870
Ayant atteint la limite d'âge, il se retire du service actif en 1865, et est nommé sénateur. Mais lorsqu'éclate la guerre franco-prussienne de 1870, il est rappelé à la tête du XIIIe corps d'armée, qui n'est mis en ordre de marche que plusieurs jours après la déclaration de guerre et n'a encore atteint que Mézières lors de la bataille de Sedan.
Vinoy inflige cependant des pertes importantes au 6e corps d'armée prussien de Wilhelm von Tümpling.
Son unité, la dernière de l'armée française encore intacte, parvient à rallier Paris le 7 septembre 1870. Pendant le Siège de Paris, Vinoy commande la 4e division d’infanterie ainsi que la IIIe armée et dirige toutes les opérations au sud de la capitale et est à la tête de ses troupes lors du combat de Montmesly le 17 septembre.
Le 16 décembre 1870, il est élevé à la dignité de grand-croix de la Légion d'honneur après 47 ans de services et 24 campagnes. 
Après la démission forcée de Louis Jules Trochu, conséquence de la défaite de Buzenval le 20 janvier 1871, Vinoy devient commandant en chef de l'armée de Paris.
À partir du 23 janvier, il assiste Jules Favre, ministre des Affaires étrangères, dans la négociation d'un armistice, auquel plusieurs ministres du gouvernement de la Défense nationale, dont Léon Gambetta, sont opposés.

### Grand chancelier de la Légion d’honneur
Il est nommé grand chancelier de la Légion d’honneur le 6 avril 1871, un poste resté vacant depuis la mort du général de Flahaut le 3 septembre 1870. Il s'emploie dès lors à la reconstruction du palais de Salm, siège de la Grande Chancellerie, incendié par les communards.

### Répression de la Commune de Paris (1871)

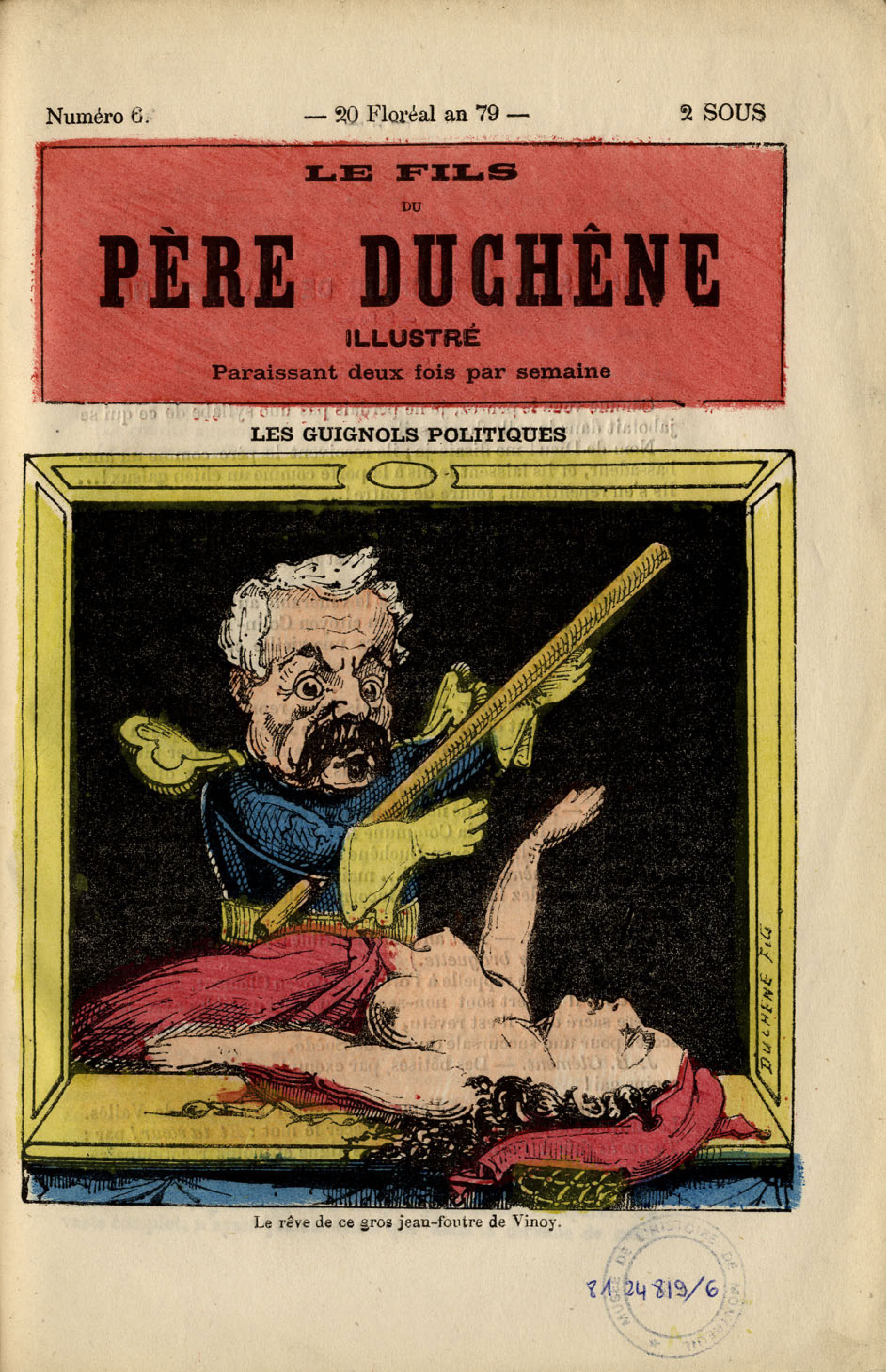
Couverture du Fils du père Duchêne Illustré du montrant le général Vinoy frappant la Commune de Paris (en guignols).

Au cours de la campagne de 1871 à l'intérieur, il combat la Commune de Paris à la tête d'un corps d’armée. Il s'oppose à une des sorties des communards, qui pensaient aller prendre Versailles, et, le 4 avril 1871, ordonne de fusiller certains des officiers capturés, dont le général Duval, le chef d'état-major de celui-ci et le commandant des volontaires de Montrouge.
Le 23 mai, durant la Semaine sanglante, il reprend le contrôle du palais des Tuileries, où les insurgés ont mis le feu pour ralentir la progression des Versaillais, puis du Louvre.
Il ouvrit, pour la reconstruction de la chancellerie de la Légion d'honneur, incendiée par les Fédérés, une souscription à laquelle ne devaient prendre part que les légionnaires. Cette souscription produisit en quelques mois plus de 700 000 francs.
Le 24 juin 1871, il est décoré de la médaille militaire, la plus haute distinction pour un général.

### Dernières années
Il meurt le 27 avril 1880. Ses obsèques ont lieu le 3 mai 1880 à l'église Saint-Philippe-du-Roule. Il est inhumé à Nantes au cimetière Miséricorde, dans la chapelle Vinoy-Lourmand.

## Distinctions

### Décoration françaises
- Médaille militaire (24 juin 1871)
- Grand-croix de la Légion d'honneur (16 décembre 1870)[3] :
  - Grand-officier (17 juin 1859)
  - Commandeur (18 février 1852)
  - Officier (27 avril 1845)
  - Chevalier (8 octobre 1834)
- Officier des Palmes académiques ;

### Décoration étrangères
Royaume d'Italie
- Commandeur de l'ordre des Saints-Maurice-et-Lazare ;

 Empire ottoman
- Ordre du Médjidié de 2e classe.

## Sources bibliographiques
- Jean-Pierre Béneytou, Vinoy : Général du Second Empire, Éditions Christian, 2003.
- « Joseph Vinoy », dans Adolphe Robert et Gaston Cougny, Dictionnaire des parlementaires français, Edgar Bourloton, 1889-1891 [détail de l’édition]
- Narcisse Faucon, Le Livre d'or de l'Algérie, Challamel et Cie, Librairie algérienne et coloniale, 1889.
- Annuaires militaires.
- Pierre Milza, L"année terrible - La Commune mars-juin 1871
- Michel Wattel et Béatrice Wattel (préf. André Damien), Les Grand’Croix de la Légion d’honneur : De 1805 à nos jours, titulaires français et étrangers, Paris, Archives et Culture, 2009, 701 p. (ISBN 978-2-35077-135-9), p. 398.

### Iconographie
- 1897 - Portrait de Joseph Vinoy , par Félix Vallotton, paru dans La Revue blanche.
- s.d.  Portrait du Général Vinoy , hst, par Adolphe Yvon, (Vestibule du Palais de la Légion d'honneur à Paris.